# 五階百貨店

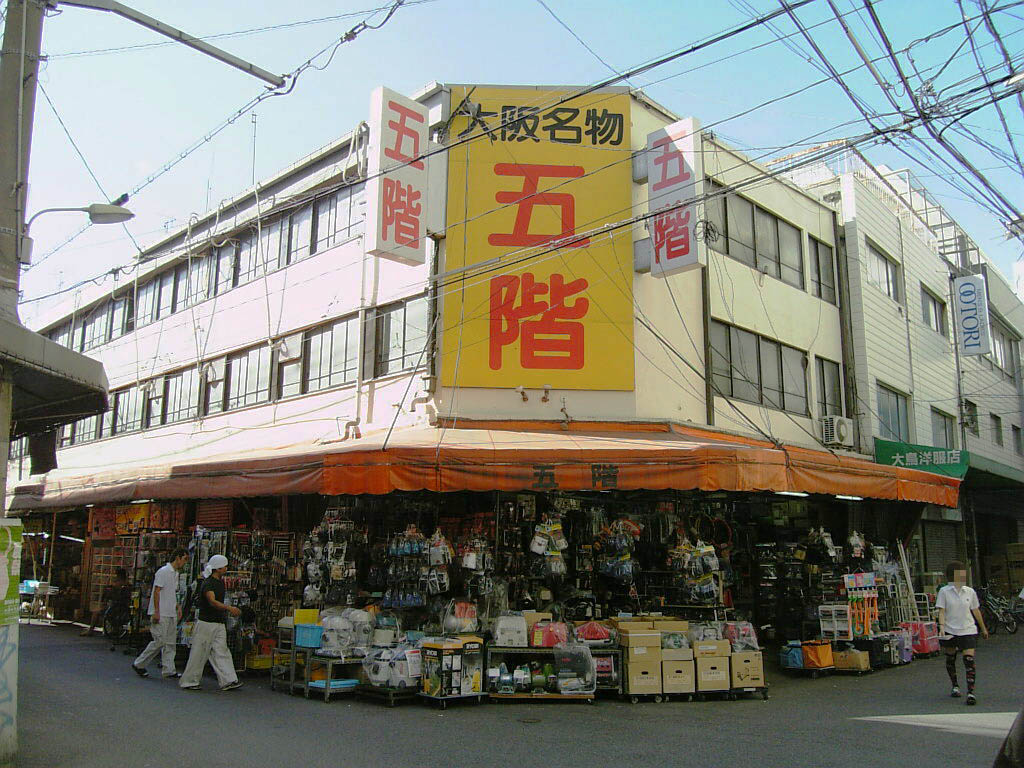
五階百貨店の「新五階」ビル（北）

五階百貨店（ごかいひゃっかてん）とは大阪市浪速区日本橋4丁目の堺筋から一つ西隣の筋にある電器商の集まる地域名。通称「五階」。

## 概要

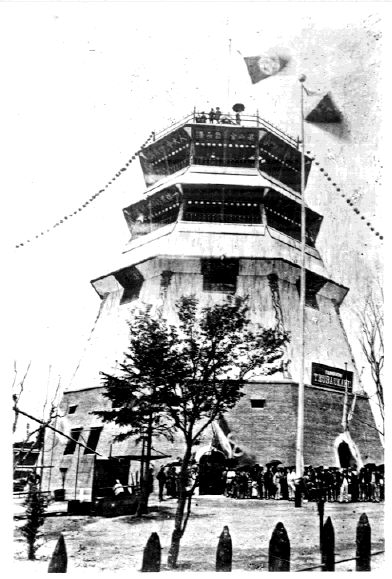
かつて存在した「眺望閣」

1888年（明治21年）、西成郡今宮村に5階建て、高さ31mのパノラマタワー「眺望閣」が建設された。2階建てを超える建造物がまだ珍しかった当時、眺望閣に大勢の観光客が押し寄せることとなり、周囲には観光客を相手にする多数の露店が広がった。これら露店の賑わいを当時の流行語であった「百貨店」と組み合わせて五階百貨店と称するようになったのが名称の由来である。
ちなみに、翌1889年（明治22年）には西成郡北野村（現・大阪市北区茶屋町）に9階建て、高さ39mの「凌雲閣」が建設された。大阪の二大繁華街におけるシンボルタワーとして、眺望閣と凌雲閣はそれぞれ、「ミナミの五階」「キタの九階」と通称された。なお、眺望閣は1904年（明治37年）ごろに、凌雲閣も昭和初期に取壊され現存しない。
五階百貨店は商品がウソのように安く手に入ることや、戦後の一時期は実際に盗品の売買を行う不心得な露店商がいたことから「泥棒市場」との異称で呼ばれたこともある。現在では日本橋商店街（でんでんタウン）の一部となっており、正式な地名等には該当が無い状況になってしまっているが、建物の一角に「大阪名物　五階」と大書する建物があることや名称の誤解（後述）からその面影をとどめている。

## 五階百貨店の範囲
五階百貨店の歴史的隆盛は4回（明治期・昭和初期・戦後期・万博期）あったとされ、それと共に五階百貨店の範囲は変化し、扱う商品も明治期の雑貨（百貨）、万博期の古着などから地域性を反映して電気部品・製品へと変遷してきている。なお、現在では大阪堺筋の日本橋3丁目南交差点と4丁目交差点からちょうど西に道を一本隔てた一帯に広がる電器店・電機部品店を指していると考えられ、具体的には北にある「五階百貨店」ビルの周辺から南にある平屋の「日本橋五階百貨店」ビルにかけて類似した雰囲気の商店群が並んでいる。かつての「五階百貨店（露店）」の暗い古いイメージを嫌って「日本橋商店会」に自ら衣替えしたことも手伝って、明確に「五階」を名乗っているのは前述の2つのビルが主となっている。

## 名称の誤解
五階百貨店は、その名称から5階建ビルの百貨店であると誤解されることが多い。また、旧・眺望閣の南にある3階建ての建造物に大阪名物五階と書かれていることから「5階建てではないのに五階百貨店と言うのは大阪ならではの宣伝ではないか？」との誤解も生じているが、これらは地域の通称である「五階」を取り違えていることによる。五階は特定の建物を指すものではなく、写真の建物は「新五階」と称される五階百貨店を構成する建物の一つであって五階百貨店の全てではない。

## その他
南海難波駅に隣接する百貨店、髙島屋大阪店では、2010年（平成22年）3月から2013年（平成25年）2月まで、東ゾーンの5階が「gokai」という婦人服フロアになっていた。なお、「ミナミの五階」や「五階百貨店」を意識したものかどうかは不明。

## 参考資料
1. ↑  浪速區史
2. ↑  朝日新聞2007年5月17日大阪夕刊